# Ertekin Özcan
Ertekin Özcan (* 1946 in Çayırli-Erzincan, Türkei; † 30. August 2023) war ein türkischer Lyriker, Sachbuchautor, Jurist und Politologe, der seit 1973 in Deutschland lebte.

## Leben
Nach dem Studium der Rechtswissenschaften in Istanbul (1970) war Özcan bis zur Einreise nach West-Berlin als Rechtsanwalt tätig. Es folgten Aufbaustudien an der Juristischen Fakultät und der Politischen Wissenschaften an der FU Berlin. Nach seiner Promotion im Bereich Wirtschafts- und Sozialwissenschaften der FU Berlin 1988 ging Özcan Lehrtätigkeiten an verschiedenen Berliner Instituten wie an der FU Berlin, der Fachhochschule für Sozialarbeit und Sozialpädagogik Berlin und der FHfVR Berlin nach. Er war Projektleiter und wissenschaftlicher Mitarbeiter im Arbeitskreis „Neue Erziehung“ e. V., aber auch im Türkischen Elternverein in Berlin-Brandenburg, später war er Bundesvorsitzender der Föderation Türkischer Elternvereine in Deutschland. Özcan war Vater zweier Töchter.
Özcan war Mitbegründer und Gründungsvorsitzender von folgenden weiteren deutsch-türkischen Verbänden:
- der HDF -Föderation sozialdemokratischer Volksvereine in Europa- (1977–1979), des Türkischen Elternvereins in Berlin-Brandenburg e. V. (1985–1988),
- des ISD -Vereins interkultureller SozialdemokratInnen e. V.- (1989–1992),
- der Interessengemeinschaft türkischer Selbsthilfeorganisationen in Berlin (1989–1991),
- Mitgründer und Sprecher des TBB -Türkischer Bund in Berlin-Brandenburg- (1991–1995),
- Gründungsvorsitzender der TGD –Türkischer Gemeinde in Deutschland und 2. Bundesvorsitzender (1994–1997),
- Mitbegründer der FÖTED –Föderation türkischer Elternvereine in Deutschland 1995 und deren Bundesvorsitzender (2000–2008), ab 2008 Ehrenvorsitzender.
- Mitbegründer der Arbeitsgemeinschaft für Migranten in der SPD,
- Mitglied der GEW (1984–2013), und des KOTTİ e. V.,
- Elternvertreter in Kita, Schule und Mitglied des Bezirkselternausschusses (1983–1999).

## Werke
Ertekin Özcans erste eigenständige literarische Buchveröffentlichung in deutsch-türkischer Sprache, der Gedichtband „Weine, damit dich taube Ohren hören“, erschien 2002 als zweisprachige Ausgabe (deutsch / türkisch). Das zweite deutschsprachige literarische Werk von Ertekin Özcan ist Geteiltes Leben – Autobiografische Texte und Gedichte, das Ende November 2016, mit zahlreichen Gedichte, Abbildungen und Fotos des Autors im „trafo literaturverlag“ erschien.
Bereits Anfang der 70er Jahre hatte er begonnen, Lyrik in türkischen Literaturzeitschriften zu veröffentlichen, in Deutschland erschien er später in Magazinen und Zeitschriften wie Schreiben und Lesen, Die Brücke, Unser Deutsch – Bizim Almanca, Volkshochschule oder Berliner Morgenpost.
Özcan hat folgende drei Gedichtbände in türkischer Sprache in Istanbul veröffentlicht: „Das Lied der Erschöpfung“, Tükenişin Türküsü. Istanbul 1970; „ArbeitsimmigrantInnen“, Emek Göçmenleri. Istanbul 1985; „Die Gewässer werden sich klären“ Sular Durulacak. Istanbul 2008. Im Dezember 2017 veröffentlichte Özcan als Herausgeber das Buch (Antologie) Berlin'de Türkçe Şiir (Türkischsprachige Lyrik in Berlin), das die Gedichte der in Berlin lebenden 26 türkischsprachigen Dichter umfasste.
Der promovierte Jurist hatte zudem mit der Veröffentlichung seiner Dissertation Die Entwicklung politischer Organisationen und politischer Orientierung unter türkischen Arbeitsimmigranten in der Bundesrepublik Deutschland und Berlin (West) (Freie Universität Berlin, 1988) als Türkische Immigrantenorganisationen in der Bundesrepublik Deutschland: die Entwicklung politischer Organisationen und politischer Orientierung unter türkischen Arbeitsimmigranten in der Bundesrepublik Deutschland und Berlin West (1989, zweite Auflage 1992) einen Sachbucherfolg.
Er hat eine Studie über Strafrecht und Strafvollzug unter besonderer Berücksichtigung der Kinder und Jugenddelinquenz in der Türkei, an der FHfVR Berlin 1981 und über 100 deutsch- und türkischsprachige Aufsätze und Artikel u. a. z. B. Türkische Minderheit. In: Cornelia Schmalz-Jacobsen, Georg Hansen (Hrsg.): Ethnische Minderheiten in der Bundesrepublik Deutschland: Ein Lexikon. 1995 sowie in verschiedenen Lexika, Büchern, Zeitschriften und Zeitungen veröffentlicht.